# Diócesis de Iglesias
La diócesis de Iglesias (en latín: Dioecesis Ecclesiensis y en italiano: Diocesi di Iglesias) es una circunscripción eclesiástica de la Iglesia católica en Italia. Se trata de una diócesis latina, sufragánea de la arquidiócesis de Cagliari. Desde el 30 de noviembre de 2024 su obispo es Mario Farci.

## Territorio y organización

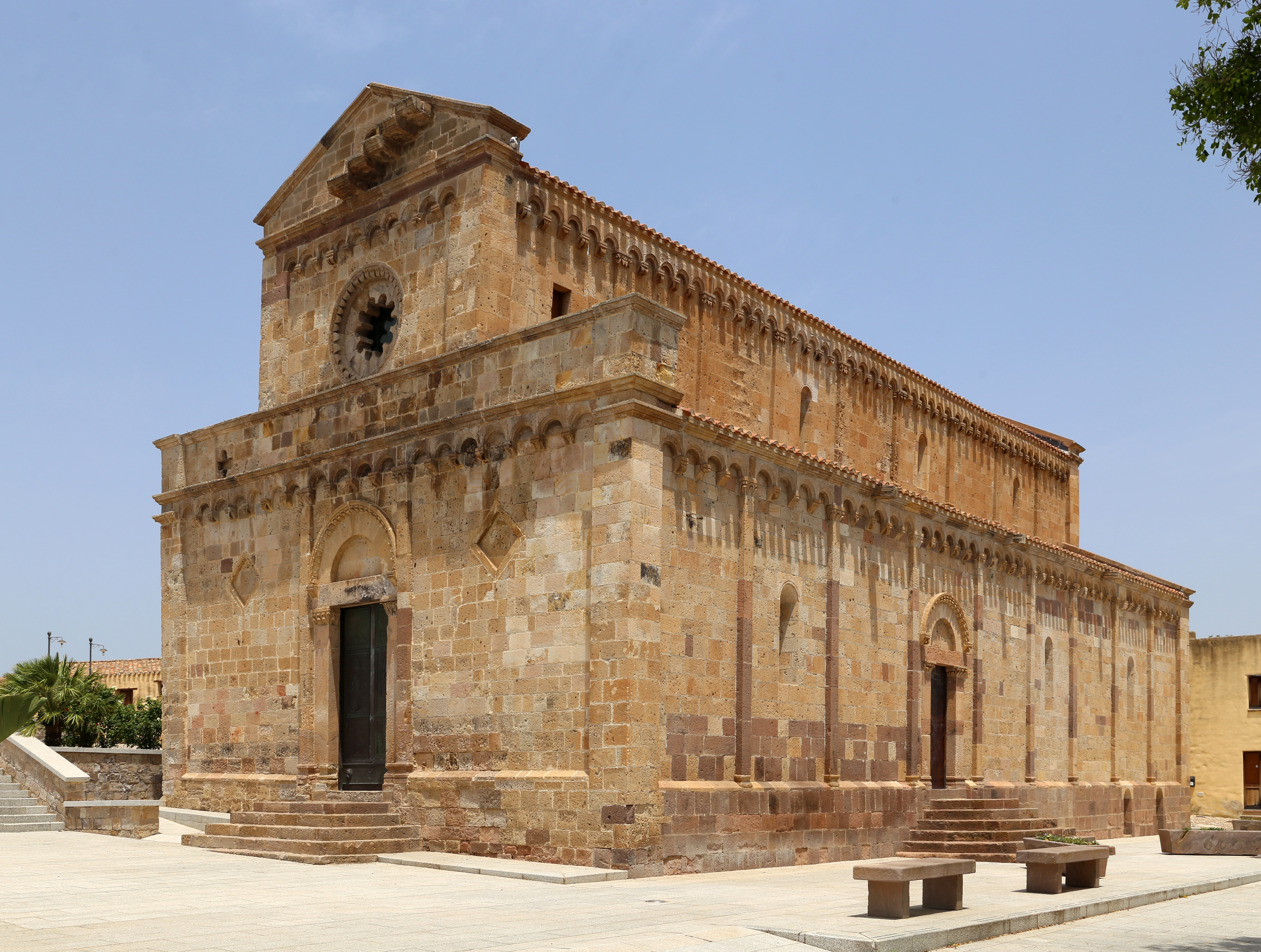
Excatedral de Santa María de Monserrat, en Tratalias

La diócesis tiene 1678 km² y extiende su jurisdicción sobre los fieles católicos de rito latino residentes en 24 comunas de la provincia de Cerdeña del Sur en la región de Cerdeña: Fluminimaggiore, Buggerru, Iglesias, Domusnovas, Musei, Gonnesa, Villamassargia, Portoscuso, Carbonia, Perdaxius, Narcao, Nuxis, San Giovanni Suergiu, Tratalias, Villaperuccio, Giba, Piscinas, Santadi, Masainas, Sant'Anna Arresi, Teulada, Calasetta, Sant'Antioco (estas dos últimas forman la isla de Sant'Antioco) y Carloforte (que coincide con toda la isla de San Pietro).

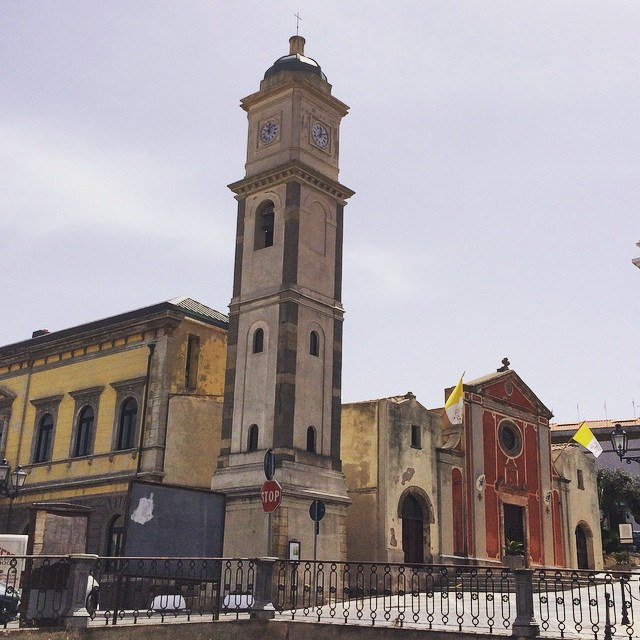
Basílica de San Antíoco Mártir, en Sant'Antioco

La sede de la diócesis se encuentra en la ciudad de Iglesias, en donde se halla la Catedral de Santa Clara de Asís. En Tratalias se encuentra la excatedral de Santa María de Monserrat (exdiócesis de Sulcis) y en Sant'Antioco la basílica de San Antíoco Mártir.
En 2023 en la diócesis existían 64 parroquias agrupadas en 4 decanatos: Carbonia, Iglesias, Sant'Antioco y Sulcis.

## Historia
La diócesis de Sulcis (hoy Sant'Antioco) fue erigida probablemente entre los siglos IV y V. Ya está atestiguada como diócesis organizada cuando el primer obispo conocido, Vitalis, participó en el Concilio de Cartago convocado en 484 por el rey vándalo Hunerico, para restaurar la unidad entre católicos y arrianos. El cristianismo debió llegar tempranamente a la isla de Sant'Antioco, cuyo puerto era un importante punto de referencia en las rutas hacia Hispania y la Galia. El culto y la devoción al mártir san Antíoco se remonta a los primeros siglos, sobre cuyo martyrium los bizantinos construyeron una suntuosa basílica en el siglo VI. De las actas del Concilio de Sárdica del 343/344 se sabe con certeza que Cerdeña contaba con varias sedes episcopales, además de Cagliari, atestiguada por primera vez en el 314: según Raimondo Turtas, no se puede excluir que la diócesis sulcitana ya existiera en ese momento.
El epistolario de Gregorio Magno no ofrece más información clara sobre la sede de Sulcis. En una carta escrita en el año 599 al arzobispo Ianuarius, el papa cita los nombres de los seis obispos sufragáneos de Cagliari, pero sin la sede a la que pertenecían. Si se excluye a Mariniano de Torres y a Vittore de Fausania, uno de los otros cuatro obispos (Vincenzo, Inocencio, Libertino y Agatone) podría haber sido obispo de Sulcis.
Se conocen otros dos obispos del primer milenio. Una placa, conservada hoy en la catedral de Iglesias, informa que en la época del obispo Pietro, a principios del siglo VII, fue restaurada una sala de la catedral de la diócesis de Sulcis, la basílica de Sant'Antioco. A finales del siglo XIX, en un código de un monasterio del Monte Athos en Grecia, se descubrió la profesión de fe ortodoxa del obispo Euthalius de Sulcis, en relación con las disputas teológicas sobre el monotelismo. Posteriormente no se sabe nada más sobre la diócesis, probablemente debido a las incursiones e invasiones de los sarracenos a partir del siglo VIII.
La diócesis fue restaurada, sufragánea de la arquidiócesis de Cagliari, con ocasión de la reorganización de la Iglesia sarda, probablemente en tiempos del papa Alejandro II (1061-1073). Durante este período la isla de Sant'Antioco estaba casi deshabitada y cobraba vida sólo cuando se celebraba la fiesta anual del santo mártir. Además en 1089 el juez de Cagliari, Constantino, enajenó la basílica de Sant'Antioco a los monjes de la abadía de San Vittore de Marsella, algo impensable si la basílica hubiera sido la catedral de la diócesis. Es probable, por tanto, que a partir de este momento los obispos de Sulcis tuvieran su sede en otro lugar, quizás ya en Tratalias, donde durante el siglo XIII se construyó la catedral de Santa Maria di Monserrato. En 1218 el papa Honorio III puso fin a una disputa que había involucrado a la diócesis contra los monjes de Marsella y los de Montecasino, a causa de una disputa sobre la posesión de algunas iglesias y territorios diocesanos. El pontífice concedió un especial privilegium protectionis, con el que reconoció a los obispos de Sulcis la posesión perpetua de las propiedades en disputa y dispuso que "la iglesia del bienaventurado Antíoco debía ser considerada, según la antigua costumbre, la sede de la diócesis" de Sulcis.
Sin embargo, la construcción de la catedral en Tratalias presupone que durante el siglo XIII la sede fue trasladada a tierra firme, mientras que la basílica del mártir siguió siendo, según las disposiciones de Honorio III, la iglesia más importante de la diócesis y de iure sede episcopal. La diócesis comprendía los distritos administrativos de Cixerri y Sulcis y del Rationes decimarum del siglo XIV se desprende que incluía, además de Tratalias, otras 24 "villas".
En 1503, mediante la bula Aequum reputamus del 8 de diciembre, el papa Julio II trasladó de nuevo la sede episcopal directamente de Sulcis a Iglesias, ciudad que desde mediados del siglo XIV se había convertido en la sede habitual de los obispos de Sulcis y del capítulo. Desde este momento la diócesis tomó el nombre de diócesis Sulcitanensis seu Ecclesiensis. En el consistorio secreto del 9 de enero de 1514 el papa León X, siguiendo una decisión ya tomada por Julio II en 1506, nombró arzobispo de Cagliari al obispo Giovanni Pilares y al mismo tiempo estableció la unión de la sede episcopal de Sulcis con la de la sede arzobispal de Cagliari, debido al reducido tamaño de la mensa episcopal. La unión debía terminar con la muerte de Pilares, pero de facto continuó durante los siguientes 250 años.
Aunque Sulcis había conservado su propio capítulo separado del de Cagliari y su propio vicario capitular durante los períodos de sede vacante, la unión con Cagliari no fue bien tolerada. En 1580, con la aprobación de Felipe II de España, y en 1620 hubo intentos de restablecer la sede episcopal de Iglesias, pero sin éxito. La Rota Romana intervino oficialmente en 1654, reafirmando la unión de las dos sedes, pero con la fórmula aeque principaliter. A Iglesias se le reconoció el derecho a nombrar su propio vicario capitular durante la vacante de la sede de Cagliari y el derecho a tener su propio vicario general.
En 1728 la diócesis contaba con 5 parroquias y 8023 habitantes. La unión, sin embargo, empezó a crear verdaderos problemas pastorales, dada la inmensidad de la arquidiócesis de Cagliari. El mismo arzobispo Tommaso Ignazio Natta (1759-1763) insistió ante la Curia romana para que se concediera a Iglesias su propio obispo. Así, en el consistorio del 18 de mayo de 1763 el papa Clemente XIII decidió disolver la unión de las dos diócesis y restableció la sede episcopal en Iglesias. El nuevo obispo, Luigi Satta, fue nombrado el 26 de septiembre siguiente.
En el año de la restauración de la sede episcopal, la diócesis contaba con aproximadamente 13 000 habitantes distribuidos en 6 localidades. La mayor parte de la población y el clero residían en Iglesias, y en el resto de la diócesis sólo había 7 sacerdotes. A mediados del siglo XIX la diócesis contaba con 27 parroquias y casi 30 000 habitantes. Un caso único en toda la isla, en el período comprendido entre 1800 y 1907 la diócesis contaba con sólo 4 obispos, con un promedio de 26 años por obispo. La longevidad de los obispos de Iglesias permitió a la diócesis superar la estratagema utilizada por el gobierno de Saboya para recaudar las rentas de los beneficios eclesiásticos durante los periodos de sede vacante.
Al mismo tiempo que se celebraba el Concilio Vaticano II, se propuso suprimir la diócesis y anexarla a la de Cagliari; «La oposición de casi todos los obispos llevó al mantenimiento del statu quo».

## Estadísticas
Según el Anuario Pontificio 2024 la diócesis tenía a fines de 2023 un total de 120 000 fieles bautizados.
| Año                                                                             | Población            | Población | Población      | Sacerdotes | Sacerdotes    | Sacerdotes    | Bautizados por sacerdote | Diáconos permanentes | Religiosos | Religiosos | Parroquias |
| Año                                                                             | Bautizados católicos | Total     | % de católicos | Total      | Clero secular | Clero regular | Bautizados por sacerdote | Diáconos permanentes | Varones    | Mujeres    | Parroquias |
| ------------------------------------------------------------------------------- | -------------------- | --------- | -------------- | ---------- | ------------- | ------------- | ------------------------ | -------------------- | ---------- | ---------- | ---------- |
| 1950                                                                            | 149 600              | 150 000   | 99.7           | 61         | 52            | 9             | 2452                     |                      |            |            | 30         |
| 1969                                                                            | 141 000              | 143 000   | 98.6           | 94         | 79            | 15            | 1500                     |                      | 19         | 182        | 51         |
| 1980                                                                            | 146 350              | 146 750   | 99.7           | 102        | 90            | 12            | 1434                     |                      | 14         | 170        | 63         |
| 1990                                                                            | 153 600              | 154 000   | 99.7           | 99         | 87            | 12            | 1551                     | 1                    | 14         | 119        | 69         |
| 1999                                                                            | 139 000              | 140 874   | 98.7           | 88         | 77            | 11            | 1579                     | 1                    | 12         | 89         | 62         |
| 2000                                                                            | 143 800              | 145 900   | 98.6           | 80         | 72            | 8             | 1797                     | 1                    | 9          | 77         | 64         |
| 2001                                                                            | 143 900              | 146 000   | 98.6           | 84         | 74            | 10            | 1713                     | 1                    | 11         | 79         | 64         |
| 2002                                                                            | 146 000              | 146 800   | 99.5           | 87         | 76            | 11            | 1678                     | 1                    | 12         | 70         | 64         |
| 2003                                                                            | 145 000              | 145 800   | 99.5           | 87         | 76            | 11            | 1666                     | 1                    | 11         | 70         | 64         |
| 2004                                                                            | 147 000              | 147 200   | 99.9           | 82         | 76            | 6             | 1792                     | 1                    | 7          | 45         | 64         |
| 2006                                                                            | 145 000              | 145 600   | 99.6           | 89         | 80            | 9             | 1629                     | 2                    | 9          | 65         | 64         |
| 2010                                                                            | 146 000              | 147 000   | 99.3           | 84         | 77            | 7             | 1738                     | 2                    | 7          | 56         | 64         |
| 2013                                                                            | 140 500              | 145 600   | 96.5           | 87         | 79            | 8             | 1614                     | 2                    | 8          | 54         | 65         |
| 2016                                                                            | 139 600              | 141 070   | 99.0           | 80         | 72            | 8             | 1745                     | 2                    | 9          | 43         | 64         |
| 2019                                                                            | 135 000              | 136 345   | 99.0           | 70         | 67            | 3             | 1928                     | 5                    | 3          | 21         | 64         |
| 2021                                                                            | 127 000              | 128 000   | 99.2           | 63         | 60            | 3             | 2015                     | 4                    | 3          | 21         | 64         |
| 2023                                                                            | 120 000              | 121 253   | 99.0           | 64         | 60            | 4             | 1875                     | 5                    | 4          | 29         | 64         |
| Fuente: Catholic-Hierarchy, que a su vez toma los datos del Anuario Pontificio. |                      |           |                |            |               |               |                          |                      |            |            |            |

### Vida consagrada
En la diócesis están presentes los siguientes institutos y sociedades de vida apostólica: Orden de los Hermanos Menores Capuchinos, Instituto Hermanas de Getsemaní, Congregación de Hermanas Hijas de la Iglesia, las Hermanas Ursulinas de Somasca, entre otras.

## Episcopologio

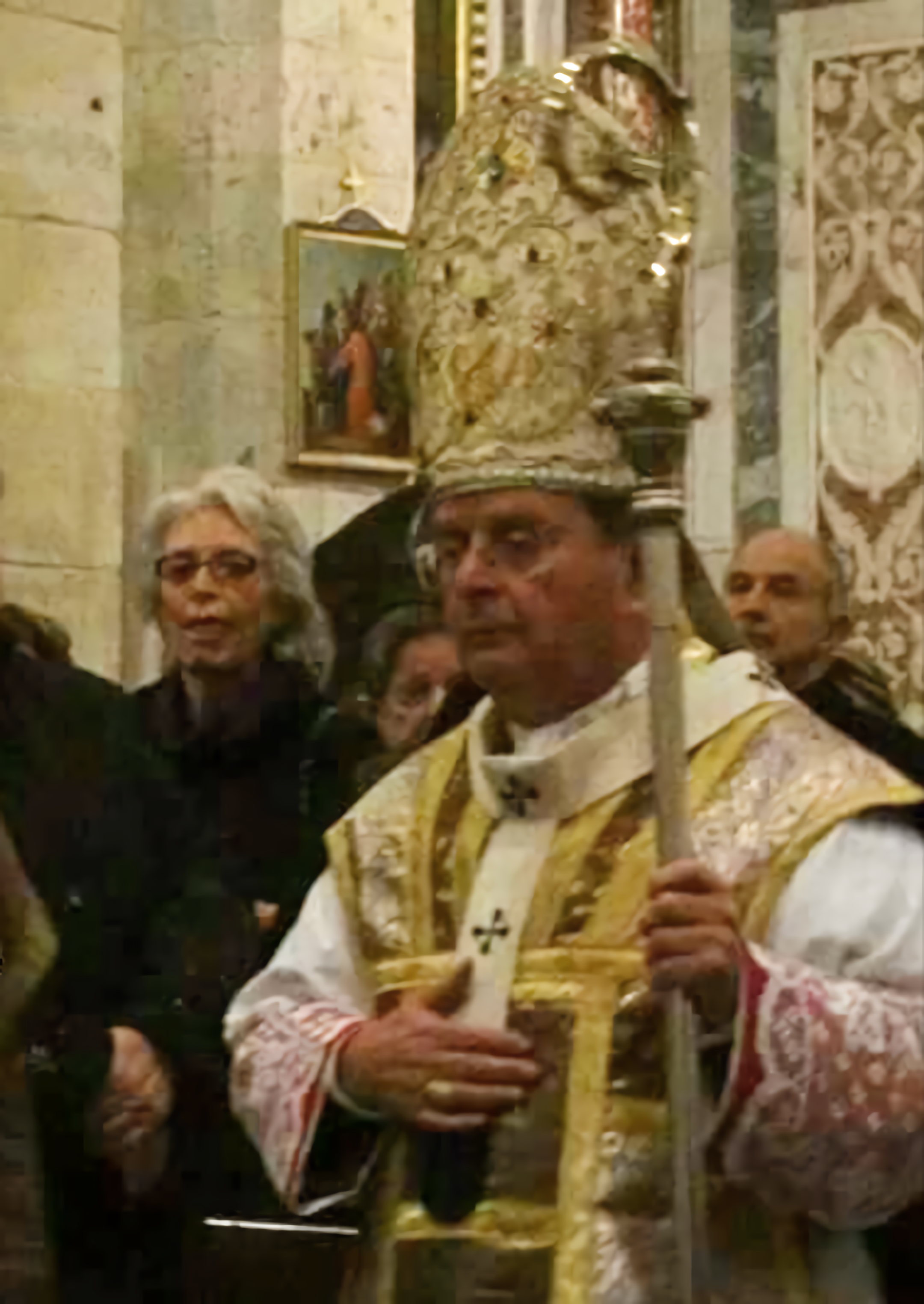
El actual arzobispo de Cagliari, Arrigo Miglio, gobernó la sede de Iglesias de 1992 a 1999

### Obispos de Sulci
- Vitale † (mencionado en 484)[17]
- Anónimo † (mencionado en 599)
- Pietro † (inicios del siglo VII)
- Eutalio † (documentado entre 649 y 680)[18]
- Anónimo † (mencionado en 1061)
- Anónimo † (mencionado en 1073)
- Anónimo † (mencionado en 1089)
- Raimondo † (mencionado en 1090)
- Gregorio † (mencionado en 1102)[nota 1]
- Salvio † (mencionado en 1108)
- Arnaldo † (mencionado en 1112)
- Anónimo † (mencionado antes de 1118)
- Anónimo † (mencionado en 1118)
- Alberto † (mencionado en 1123)
- Aimo † (antes de 1151-después de 1163)
- Mariano I † (antes de 1206-27 de marzo de 1218 nombrado arzobispo de Cagliari)
- Bandino † (antes de 1221-después de 1226)
- Arzotto † (mencionado en 1235)
- Gregorio † (antes de 1263-después del 2 de enero de 1267)
- Mondasco de' Sismondi † (antes de 1281-después de 1282)
  - Bonifacio della Gherardesca † O.P. † (?-18 de julio de 1297 nombrado obispo de Sagona) (obispo electo)[nota 2]
- Comita † (circa 1300-1324 falleció)
- Angelo da Porta Sole, O.P. † (24 de abril de 1325-12 de febrero de 1330 nombrado obispo de Grosseto)
- Bartolomeo, O.Carm. † (12 de febrero de 1330-1332 falleció)
- Guglielmo Jornet, O.F.M. † (24 de abril de 1332-1334 falleció)
- Guglielmo Jaffer † (8 de abril de 1334-después de 1335)
- Mariano II † (antes de 1342-circa 1349 falleció)
- Ramón Gilet † (18 de mayo de 1349-circa 1359 falleció)
- Francesco Alegre, O.P. † (8 de junio de 1359-1364 falleció)
- Leonardo, O.F.M. † (27 de noviembre de 1364-?)
- Francesco † (antes de 1387)
- Obediencia romana:
  - Andrea † (antes de 1387)
  - Corrado de Cloaco † (24 de abril de 1387-1389 renunció)[nota 3]
  - Filippo † (5 de abril de 1389-?)
  - Biagio di Prato † (21 de noviembre de 1396[nota 4]-1409)
- Obediencia aviñonesa:
  - Pietro Tordora, O. de M. † (24 de septiembre de 1388-circa 1410 falleció)
  - Giovanni Rodrigo de Corella, O.P. † (27 de enero de 1410-1415)
  - Giovanni Cassani, O.E.S.A. † (4 de mayo de 1418-1441 falleció)
  - Raimondo de Torres, O.F.M. † (17 de octubre de 1441-?) (antiobispo)[nota 5]
- Sisinnio † (19 de noviembre de 1442-5 de julio de 1443 nombrado obispo de Ampurias)
- Antonio Presto, O.P. † (24 de julio de 1443-circa 1447 falleció)
- Garsia, O.F.M. † (22 de septiembre de 1447-circa 1461 falleció)
- Giuliano Matoni, O.P. † (6 de noviembre de 1461-circa 1487 falleció)
- Simone Vargiu, O.F.M. † (4 de abril de 1487-circa 1503 falleció)
- Giovanni Pilares[nota 6] † (7 de julio de 1503-9 de enero de 1514 nombrado arzobispo de Cagliari)
  - Sede unida a la Cagliari (1514-1763)

### Obispos de Iglesias
- Luigi Satta † (26 de septiembre de 1763-abril de 1772 falleció)[15]
- Giovanni Ignazio Gautier † (7 de septiembre de 1772-octubre de 1773 falleció)
- Francesco Antonio Deplano † (13 de marzo de 1775-1781 falleció)
- Giacinto Rolfi, O.S.A. † (18 de julio de 1783-15 de junio de 1789 falleció)
- Giuseppe Domenico Porqueddu † (26 de marzo de 1792-septiembre de 1799 falleció[nota 7])
- Nicolò Navoni † (11 de agosto de 1800-29 de marzo de 1819 nombrado arzobispo de Cagliari)
- Giovanni Nepomuceno Ferdiani † (23 de agosto de 1819-19 de enero de 1841 falleció)
  - Sede vacante (1841-1844)
- Giovanni Battista Montixi † (25 de enero de 1844-26 de febrero de 1884 falleció)
- Raimondo Ingheo † (10 de noviembre de 1884-16 de diciembre de 1907 renunció[nota 8])
  - Sede vacante (1907-1911)
- Giuseppe Dallepiane † (22 de septiembre de 1911-13 de abril de 1920 falleció)
- Saturnino Peri † (16 de diciembre de 1920-1 de noviembre de 1929 renunció[nota 9])
- Giovanni Pirastru † (22 de julio de 1930-7 de septiembre de 1970 renunció[nota 10])
- Giovanni Cogoni † (7 de septiembre de 1970-25 de marzo de 1992 retirado)
- Arrigo Miglio (25 de marzo de 1992-20 de febrero de 1999 nombrado obispo de Ivrea)
- Tarcisio Pillolla † (3 de julio de 1999-8 de marzo de 2007 retirado)
- Giovanni Paolo Zedda (8 de marzo de 2007-6 de octubre de 2022 retirado)[nota 11]
  - Sede vacante (2022-2024)
- Mario Farci, desde el 30 de noviembre de 2024